# Jessy Holtermann
Jessy Holtermann ist eine US-amerikanische Schauspielerin und Filmproduzentin.

## Leben
Holtermann erlangte ihren Bachelor of Fine Arts in Geisteswissenschaften und Hauptfach Theater an der The New School. Ihr Fernsehschauspieldebüt gab sie 2012 als Episodendarstellerin in der Fernsehdokuserie Deadly Sins – Du sollst nicht töten sowie der Fernsehserie School Spirits. Im selben Jahr erhielt sie außerdem eine Rollenbesetzung in der Spielfilmproduktion Killing the Dog. Danach folgten mehrere Rollen in verschiedenen Kurzfilmen, für die sie teilweise auch als Produzentin fungierte. 2022 verkörperte sie die größere Rolle der Tracy Baker im Film The Thursday Night Club. Im Folgejahr spielte sie im Film The Christmas Venue die weibliche Hauptrolle der Cait Miller. Eine weitere Hauptrolle stellte sie 2024 im Low-Budget-Film War of the Worlds – Extinction als Jill Alfaro, Filmtochter des von Michael Paré gespielten General Andres Alfaro, dar. Im selben Jahr erhielt sie außerdem Rollen in The Hangman, The North Witch sowie The Christmas Brew. Für letzten Film übernahm sie außerdem Funktion in der Filmproduktion.
Sie war in Theaterstücken an verschiedenen Theatern in New York City zu sehen.

## Filmografie (Auswahl)

### Schauspiel
- 2012: Deadly Sins – Du sollst nicht töten (Deadly Sins, Fernsehdokuserie, Episode 1x04)
- 2012: School Spirits (Fernsehserie, Episode 1x03)
- 2012: Killing the Dog
- 2013: Jonestown (Kurzfilm)
- 2014: Zoochosis Prep (Kurzfilm)
- 2014: Here Comes Godot (Fernsehserie, Episode 1x17)
- 2014: OMG! EMT! (Fernsehserie, Episode 1x01)
- 2014: Hyperion (Kurzfilm)
- 2015: A Matter of Husbands (Kurzfilm)
- 2016: Long Lost Love (Kurzfilm)
- 2017: People Magazine: Investigativ (People Magazine Investigates, Fernsehserie, Episode 2x12)
- 2019: I Heart Junior Year (Kurzfilm)
- 2020: Best Buddies (Kurzfilm)
- 2021: Henrietta (Kurzfilm)
- 2022: Salud (Kurzfilm)
- 2022: The Thursday Night Club
- 2023: The Flip Side (Kurzfilm)
- 2023: The Christmas Venue
- 2023: Amy & Ella (Kurzfilm)
- 2024: War of the Worlds – Extinction
- 2024: The Hangman
- 2024: The Christmas Brew
- 2024: The North Witch

### Produktion
- 2013: Debunken Mit Wilhelm Skeptisch (Kurzfilm)
- 2015: A Matter of Husbands (Kurzfilm)
- 2016: Long Lost Love (Kurzfilm)
- 2021: Henrietta (Kurzfilm)
- 2022: Salud (Kurzfilm)
- 2023: Amy & Ella (Kurzfilm)
- 2024: The Christmas Brew

## Theater (Auswahl)
- Domestic, Under St. Marks Theater
- Happiness is the Greatest Thing, Abingdon Theatre Company
- Five Glasses, The Gene Frankle Theater
- Long Walk to Forever, La MaMa E.T.C.
- A Louvre Once Lost, La MaMa E.T.C.
- Three Sisters, The New School